# Vocală deschisă centrală nerotunjită
| [ä]      |
| Audio: ▶ |

În fonetică, vocala deschisă centrală nerotunjită este un tip de sunet vocalic folosit în unele limbi vorbite. Simbolul acestui sunet în Alfabetul Fonetic Internațional este [a], același cu simbolul folosit pentru vocala deschisă anterioară nerotunjită. Această ambiguitate este permisă deoarece nu există nici o limbă care să distingă fonemic cele două vocale. Dacă distincția dintre aceste două vocale este importantă, varianta centrală poate fi marcată în transcrierile fonetice cu semnul diacritic pentru vocale centrale, astfel: [ä].
În limba română acest sunet se notează în scris cu litera A. Exemple: acum /a'kum/, masă /'ma.sə/, ceva /ʧe'va/.

## Pronunție
- Este o vocală deschisă, adică pronunțată cu gura relativ largă și cu limba depărtată de cerul gurii.
- Este o vocală centrală (medială), adică articulată în partea de mijloc a cavității orale, cu limba într-o poziție intermediară între poziția pentru vocale anterioare și cea pentru vocale posterioare.
- Este o vocală nerotunjită, adică pronunțată fără a rotunji buzele.

## Exemple în alte limbi
- Franceză: rat [ʀä] (șobolan)
- Germană: ratte ['ʀätə] (șobolan); poate fi și o vocală posterioară
- Italiană: amore [äˈmore] (dragoste)
- Japoneză: 蚊 ka [kä] (țînțar)